# Eifelland Racing
Eifelland Racing est une écurie de course automobile allemande, fondée en 1972 par Günther Hennerici, qui connut une éphémère carrière en Formule 1. L'écurie participe à huit Grands Prix durant la saison 1972 sans parvenir à inscrire de point en championnat. Le meilleur résultat obtenu est une dixième place à Monaco, la meilleure qualification est une quatorzième place lors de son Grand Prix national disputé au Nürburgring.

## Historique en Formule 1

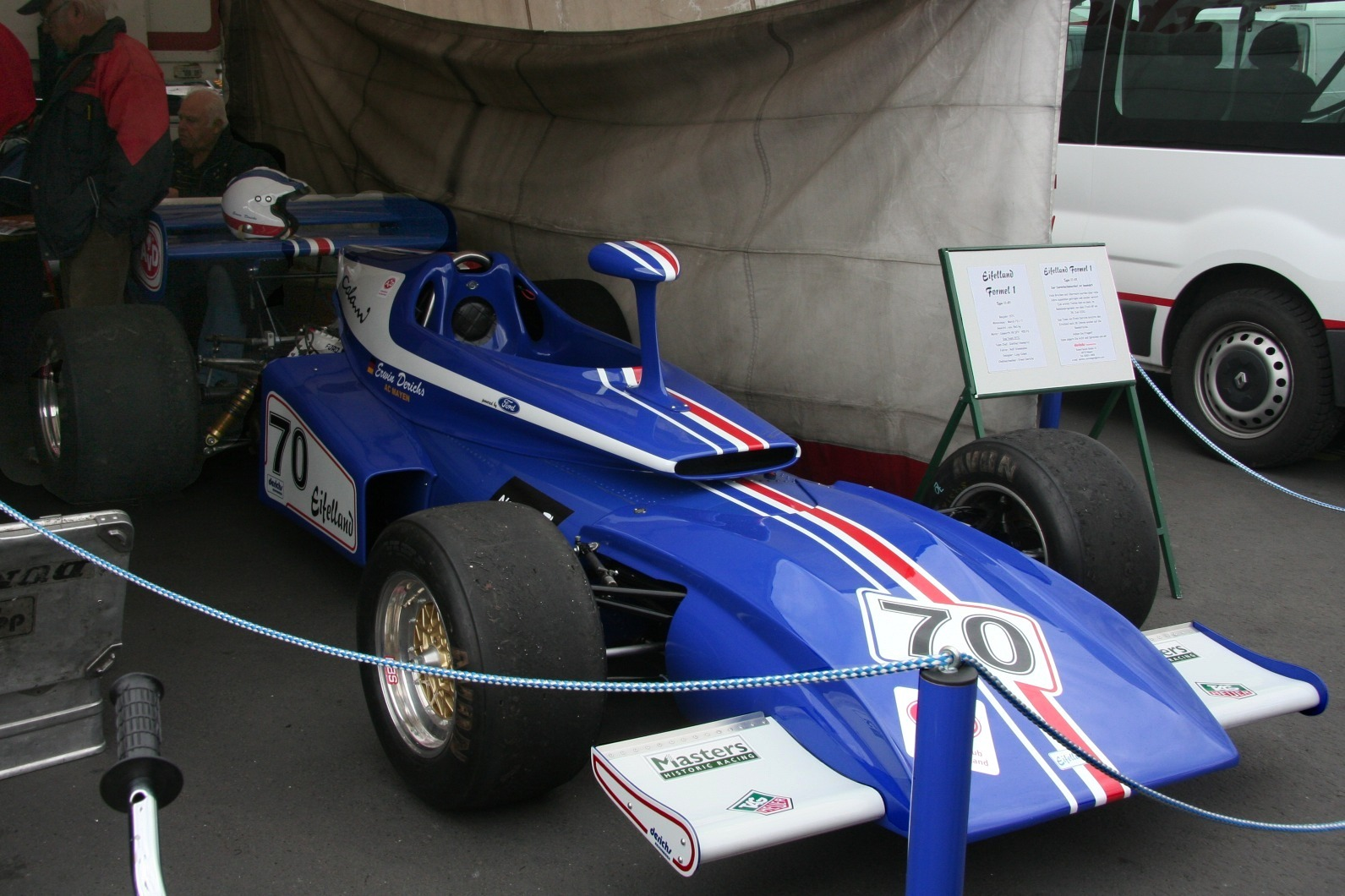
L'Eifelland-March E21 en exposition en 2011.

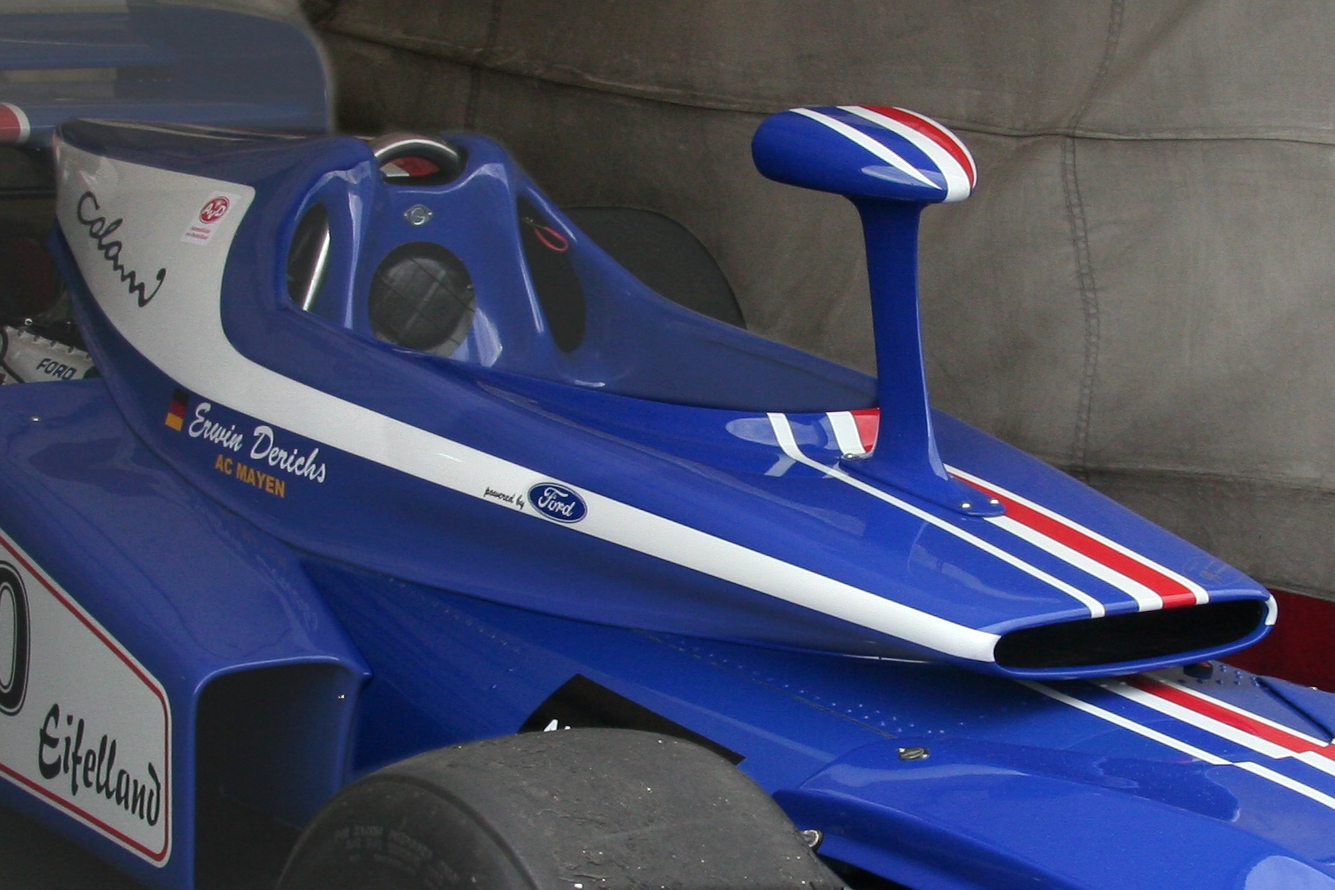
Le système original de rétrovision de Eifelland-March E21.

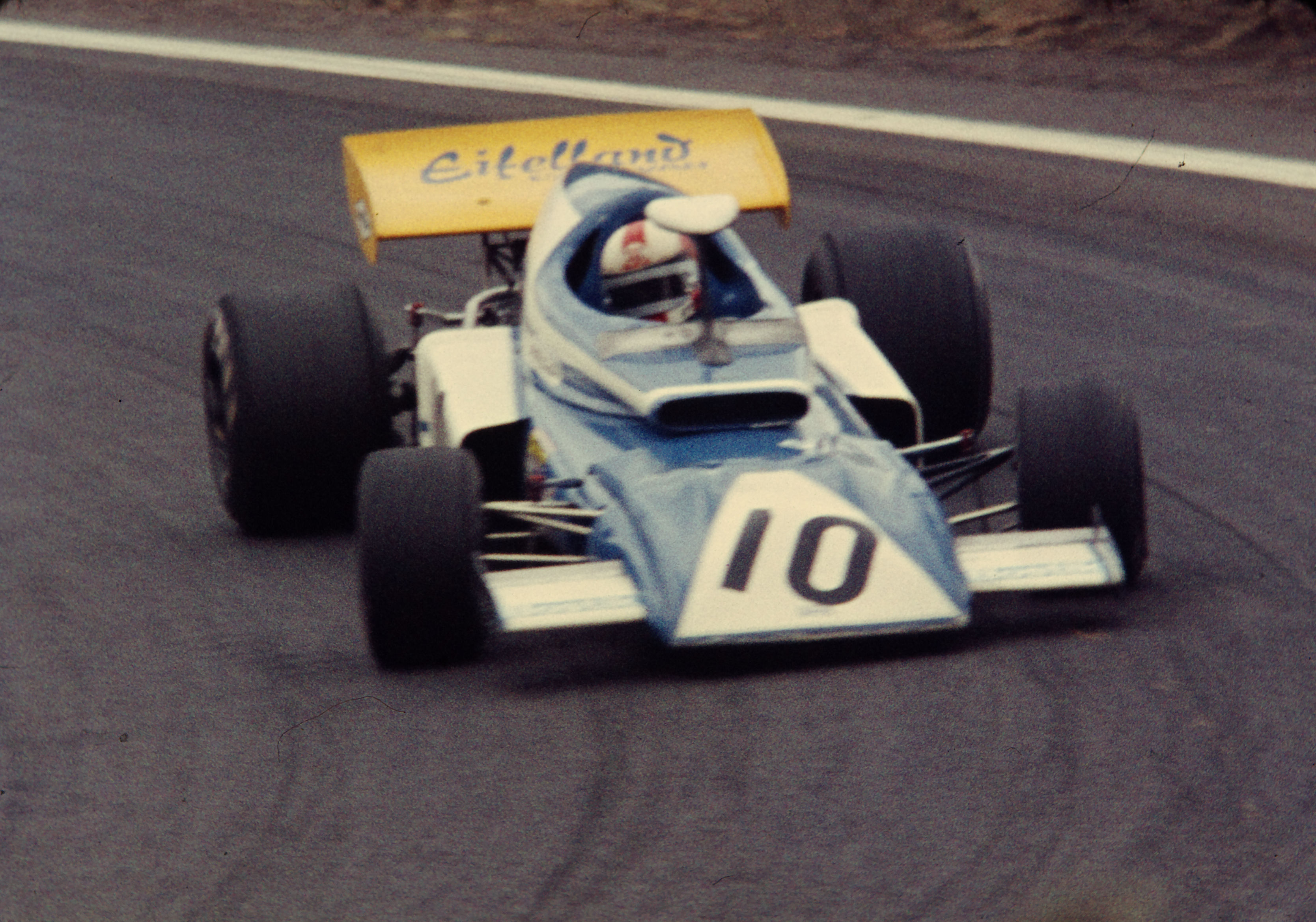
Ralf Stommelen sur l'Eifelland E21 au Grand Prix de France en 1972.

Günther Hennerici est le fondateur d'Eifelland, une usine de fabrication de caravanes, camping-cars et camions aménagés. Dès 1970, il signe plusieurs contrats publicitaires avec diverses écuries allemandes de Formule 3 et Formule 2. Hennerici a remarqué que la plupart des pilotes ou mécaniciens se déplacent d'un circuit à l'autre en caravane et, en se faisant connaître sur les parking et paddocks des circuits automobiles, trouve un moyen évident d'attirer à lui de nouveaux clients.
En 1972, il se lance dans le grand bain de la Formule 1 non pas en tant que simple commanditaire financier mais en tant que constructeur à part entière. Il achète un châssis-client March 721 de la saison précédente et le fait audacieusement modifier par l'ingénieur Luigi Colani. La nouvelle Eifelland E21 est spectaculaire et totalement inédite, car elle troque ses deux classiques rétroviseurs latéraux contre un unique "rétroviseur-périscope" installé juste devant le pilote. Cette disposition originale a pour but d'améliorer la vision gênée par les imposants ailerons arrière, mais la vision vers l'avant s'en trouve légèrement compromise. L'autre particularité de la monoplace est l'emplacement de sa prise d’air de refroidissement située en deçà du périscope, au niveau du cockpit, devant le volant.
La monoplace est confiée au pilote allemand Rolf Stommelen. Stommelen réussit à qualifier sa E21-Cosworth pour l'ensemble des épreuves auxquelles il est engagé. Il décroche la quatorzième place sur la grille lors de son Grand Prix national. La monoplace n'abandonne qu'à deux reprises seulement (sur accident puis sur problème électrique) en huit épreuves. Rolf Stommelen se classe ainsi régulièrement entre la dixième et la seizième place à l'arrivée.
Toutefois, au bout de seulement huit Grands Prix, Hennerici n'a plus assez de liquidités pour entretenir le V8 Cosworth et pour assurer le développement de son originale monoplace. Il revend donc sa société et abandonne la compétition tandis que les repreneurs choisissent de ne pas poursuivre l'aventure en Formule 1. 
L'écurie Eifelland Racing ne disparaît pas pour autant. Elle permet au pilote Tomáš Enge de terminer troisième du championnat Ford Zetec d'Allemagne en 1995, puis de remporter le championnat l'année suivante.

## Résultats en championnat du monde de Formule 1
| Saison | Écurie                  | Châssis       | Moteur           | Pneus    | Pilotes        | Grands Prix disputés | Points inscrits | Classement |
| ------ | ----------------------- | ------------- | ---------------- | -------- | -------------- | -------------------- | --------------- | ---------- |
| 1972   | Team Eifelland Caravans | Eifelland E21 | Ford-Cosworth V8 | Goodyear | Rolf Stommelen | 8                    | 0               | Non classé |

| Saison | Écurie                  | Châssis       | Moteur           | Pneumatiques | Pilotes        | Courses | Courses | Courses | Courses | Courses | Courses | Courses | Courses | Courses | Courses | Courses | Courses | Points inscrits | Classement |
| Saison | Écurie                  | Châssis       | Moteur           | Pneumatiques | Pilotes        | 1       | 2       | 3       | 4       | 5       | 6       | 7       | 8       | 9       | 10      | 11      | 12      | Points inscrits | Classement |
| ------ | ----------------------- | ------------- | ---------------- | ------------ | -------------- | ------- | ------- | ------- | ------- | ------- | ------- | ------- | ------- | ------- | ------- | ------- | ------- | --------------- | ---------- |
| 1972   | Team Eifelland Caravans | Eifelland E21 | Ford-Cosworth V8 | Goodyear     |                | ARG     | AFS     | ESP     | MON     | BEL     | FRA     | GBR     | ALL     | AUT     | ITA     | CAN     | USA     | 0               | Non classé |
| 1972   | Team Eifelland Caravans | Eifelland E21 | Ford-Cosworth V8 | Goodyear     | Rolf Stommelen |         | 13e     | Abd     | 10e     | 11e     | 16e     | 10e     | Abd     | 15e     |         |         |         | 0               | Non classé |

Légende : ici 